# Andrea Waldis
Andrea Waldis (* 13. Juni 1994) ist eine ehemalige Schweizer Radsportlerin, die Rennen im Bahnradsport und auf dem Mountainbike bestritt.

## Sportliche Laufbahn
2012 wurde Andrea Waldis Junioren-Weltmeisterin im Mountainbike-Rennen XC. Im selben Jahr wurde sie Schweizer Junioren-Meisterin in derselben Disziplin. Im Jahr darauf gewann sie zwei Weltcup-Rennen in der Klasse U23.
2017 wurde Waldis dreifache Schweizer Meisterin auf der Bahn: im Scratch, im Punktefahren und im Omnium. Anschliessend wurde sie zur Teilnahme an den Bahn-Europameisterschaften in Berlin nominiert. Dort belegte sie im Omnium Rang vier. 2018 errang sie zwei nationale Titel auf der Bahn; auf der Strasse wurde sie Vierte im Strassenrennen und Sechste im Einzelzeitfahren. 2019 war sie auf nationaler Ebene vierfach erfolgreich, 2020 wurde sie Schweizer Meisterin im Omnium. Zum Ende der Saison 2021 beendete sie ihre aktive Radsportlaufbahn, um künftig als Primarlehrerin zu arbeiten.

## Erfolge

### Bahn
2017
- Schweizer Meisterin – Scratch, Punktefahren, Omnium

2018
- Schweizer Meisterin – Punktefahren, Zweier-Mannschaftsfahren (mit Léna Mettraux)

2019
- Schweizer Meisterin – Scratch, Punktefahren, Omnium, Zweier-Mannschaftsfahren (mit Léna Mettraux)

2020
- Schweizer Meisterin – Omnium

### Mountainbike
2012
- Junioren-Weltmeisterin – XC
- Schweizer Junioren-Meisterin – XC

2013
- Weltcup – Nové Město na Moravě (U23)
- Weltcup – Hafjell (U23)